# 三成聖者
東方教会の三成聖者（さんせいせいしゃギリシア語: Οι Τρείς Ιεράρχες, ロシア語: Три Святителя, ルーマニア語: Sf. Trei Ierarhi, 英語: Three Holy Hierarchs）とは、大ワシリイ（ヴァシリオス）、神学者グリゴリイ（グリゴリオス）、金口イオアン（イオアンニス）の三人の聖人をいう（人名表記は日本ハリストス正教会のもの、括弧内は現代ギリシャ語読み）。

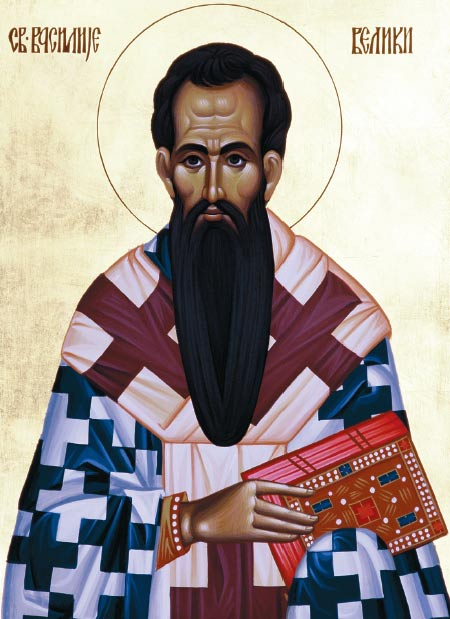
大ワシリイ（ヴァシリオス）
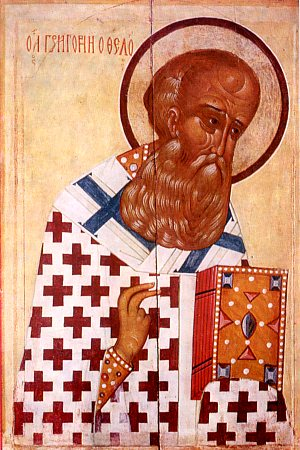
神学者グリゴリイ（グリゴリオス）
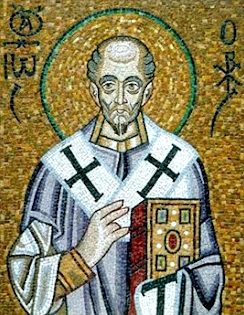
金口イオアン（イオアンニス）

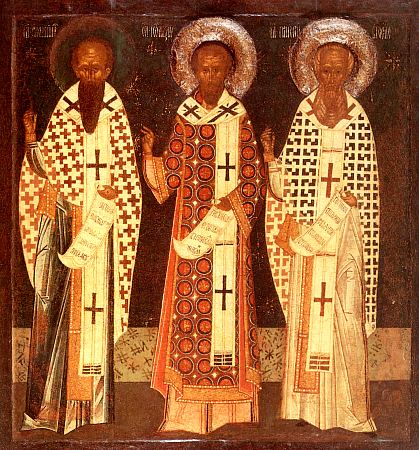
三成聖者のイコン。（16世紀、プスコフ）

三成聖者は初代教会に対して高い影響力を持つ主教達であり、キリスト教神学の形成に枢要な役割を果たした。東方教会にあっては三大成聖者及び全地の大教師としても知られ、日本ハリストス正教会では「三大成聖者大司祭首」（さんだいせいせいしゃだいしさいしゅ）とも呼ばれる。三成聖者のうち、大ワシリイと神学者グリゴリイはカッパドキア三教父にも数えられている。一方ローマ・カトリックにおいても三人は教会博士として崇敬されている。
三成聖者を構成するそれぞれの聖人は正教会、カトリック教会、聖公会、およびその他のキリスト教諸教会において崇敬されているが、三人を一組として「三成聖者」と呼び特に記憶するのは正教会である。

## 「三成聖者」の起源

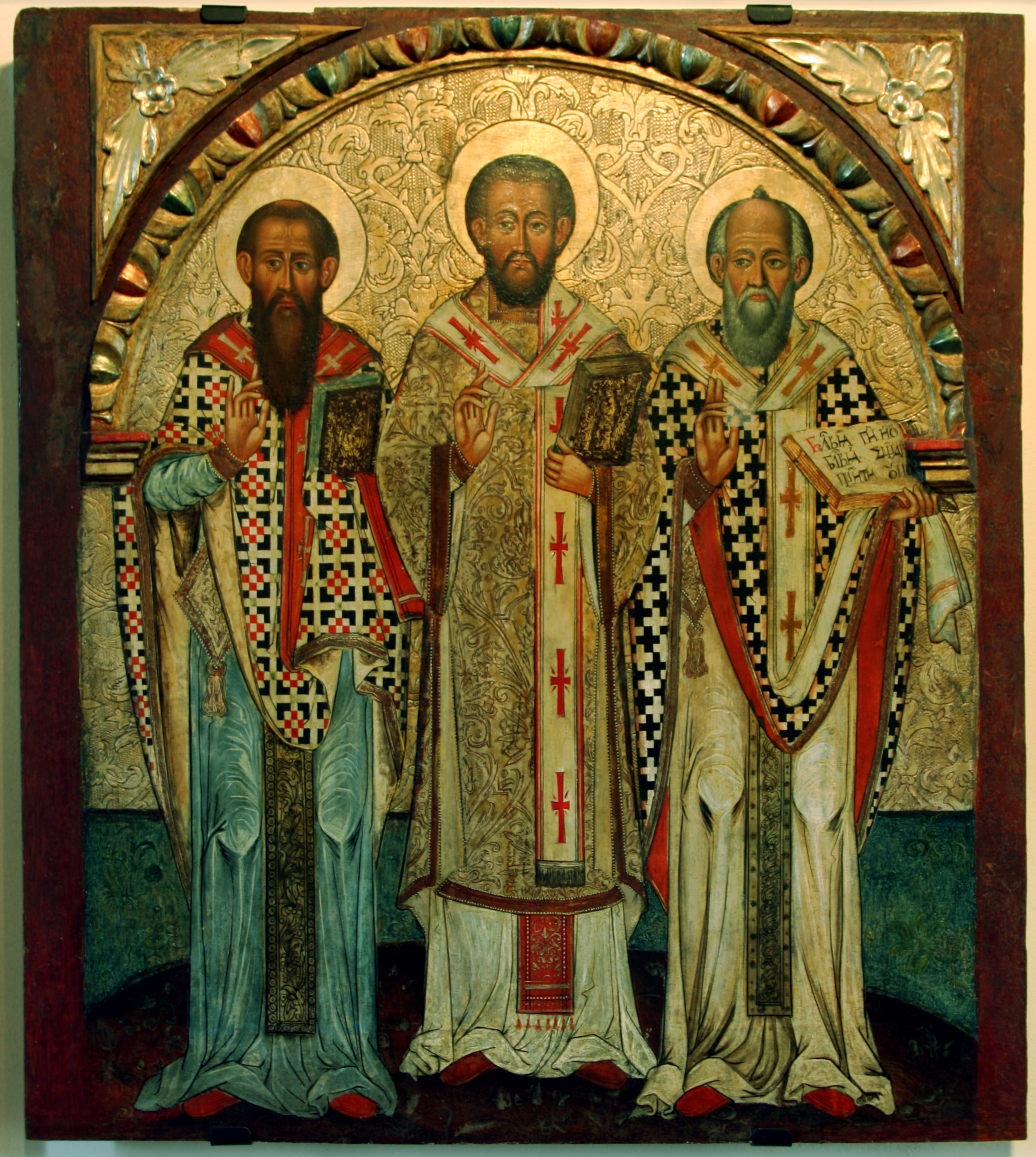
三成聖者のイコン。17世紀。ポーランドの博物館が所蔵するもの。

11世紀のコンスタンディヌーポリにおいて、三人の主教達の中で誰が最も偉大かという論争が生じた。ある者は大ワシリイをキリスト教信仰と修道の規範の教えから最も優れたものと主張した。金口イオアンの支持者は、「金口」(きんこう、ギリシャ語で"Χρυσόστομος"：フリソストモス…説教が素晴らしい事に由来する称号)コンスタンディヌーポリ大主教は、罪人に悔改（かいかい）をもたらした事と雄弁さによって比類ないとした。三つ目の集団は、大ワシリイの親友であった神学者グリゴリイは、アリウス派に対する論駁と信仰の防衛における権威と純度と深遠さにおいてより優れているとした。三人の祭日は一月において分かれており、大ワシリイは1月1日、グリゴリイは1月25日、金口イオアンは1月27日に祝われていた（日付はいずれもユリウス暦）。東方教会においては、1084年、エウカイタの主教聖イオアン（イオアンニス・マウロプス）に三成聖者が共に現れ、三人が神の前に等しい事を説き、「我等に分かるるところ無く、互いに反するところ無し」と述べたと言われる。この出来事により1100年頃、東ローマ帝国皇帝アレクシオス1世コムネノスの治世下で、1月30日が三成聖者全員を記憶する祭日として定められた。